# بومة الجحور
بومة الجحور (الاسم العلمي: Athene cunicularia) هي بومة طويلة الأرجل تعيش في الأراضي العشبية في الأمريكتان. تعيش في الأراضي العشبية في ساسكاتشوان وألبرتا في كندا.

## معرض صور

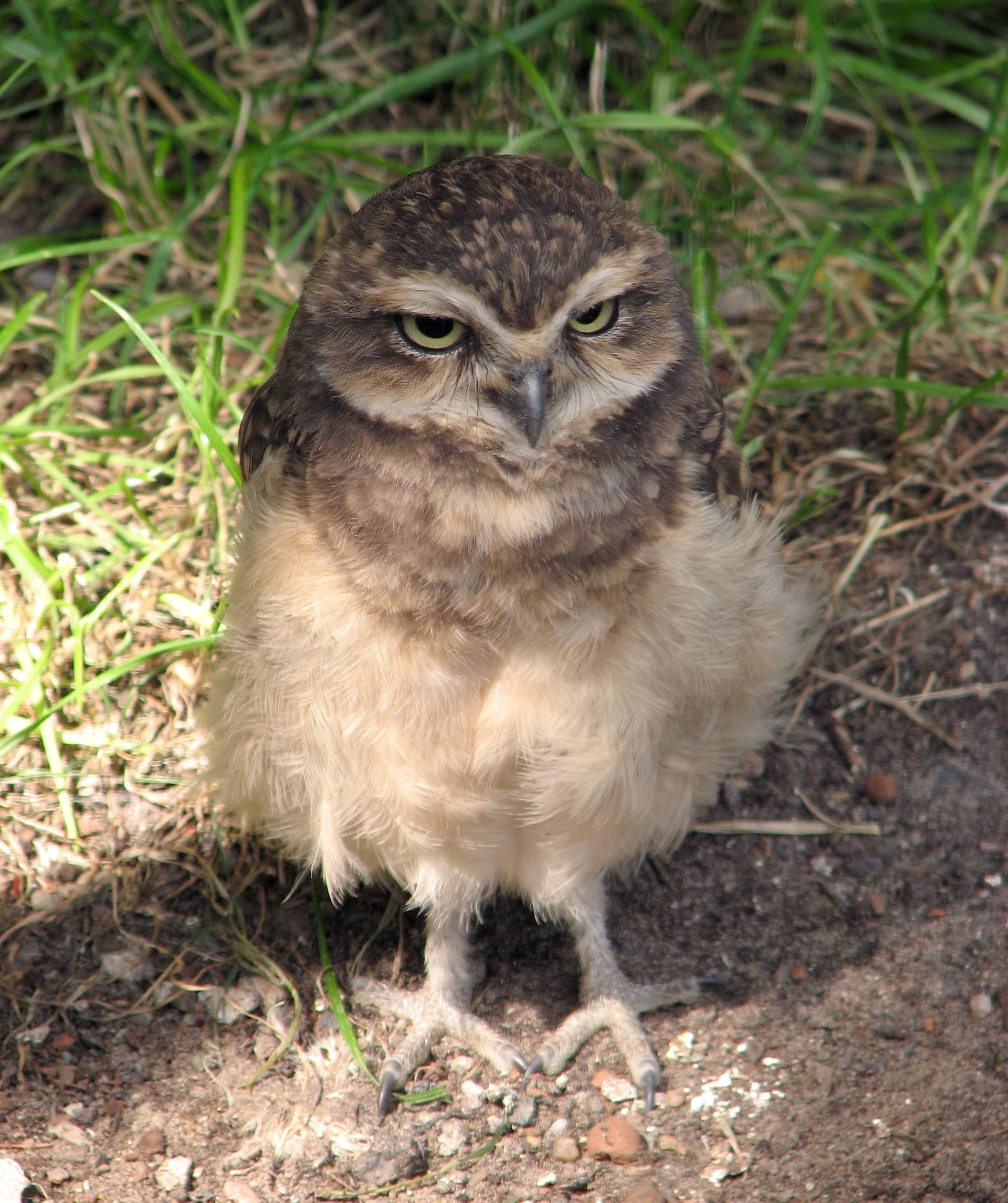
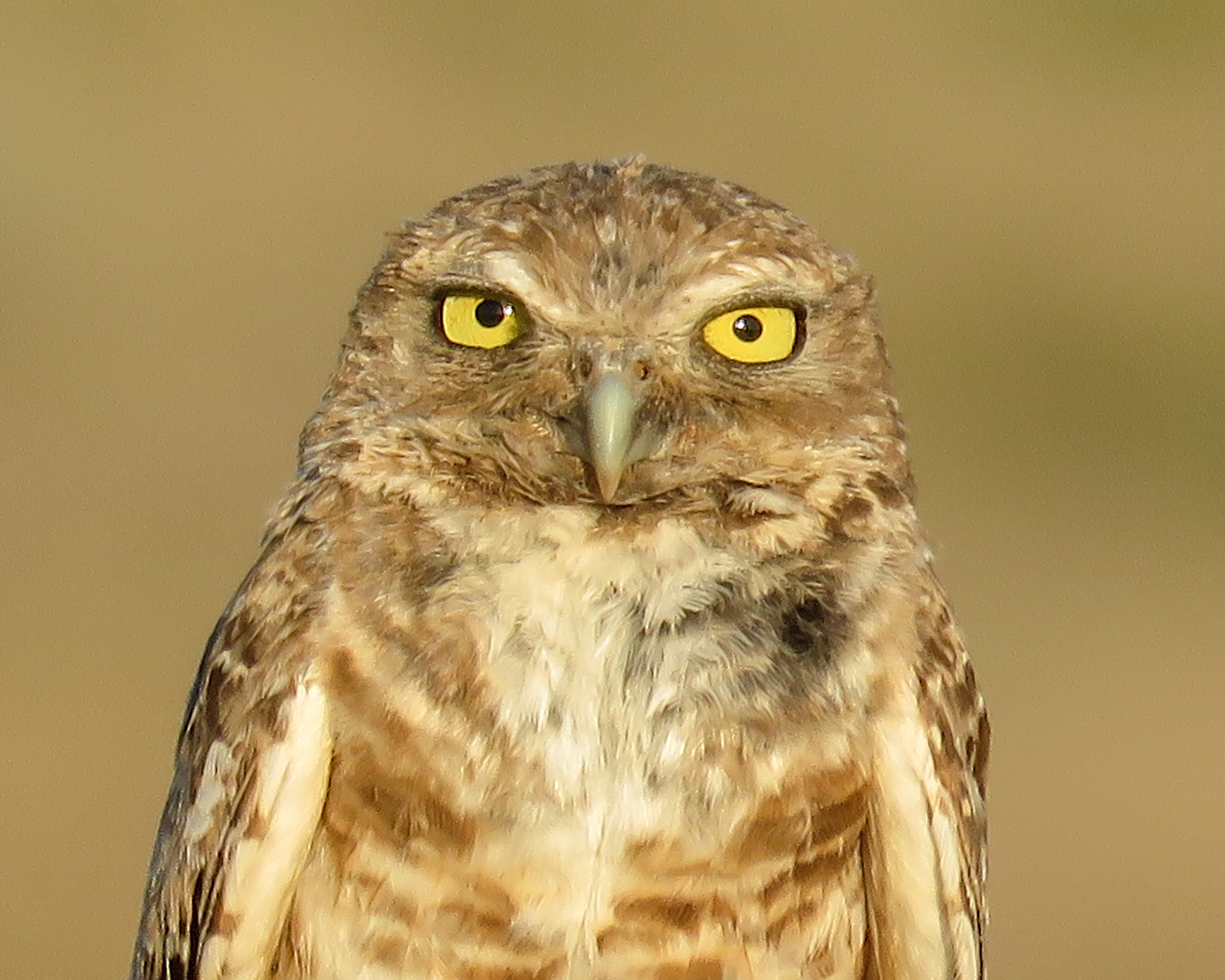
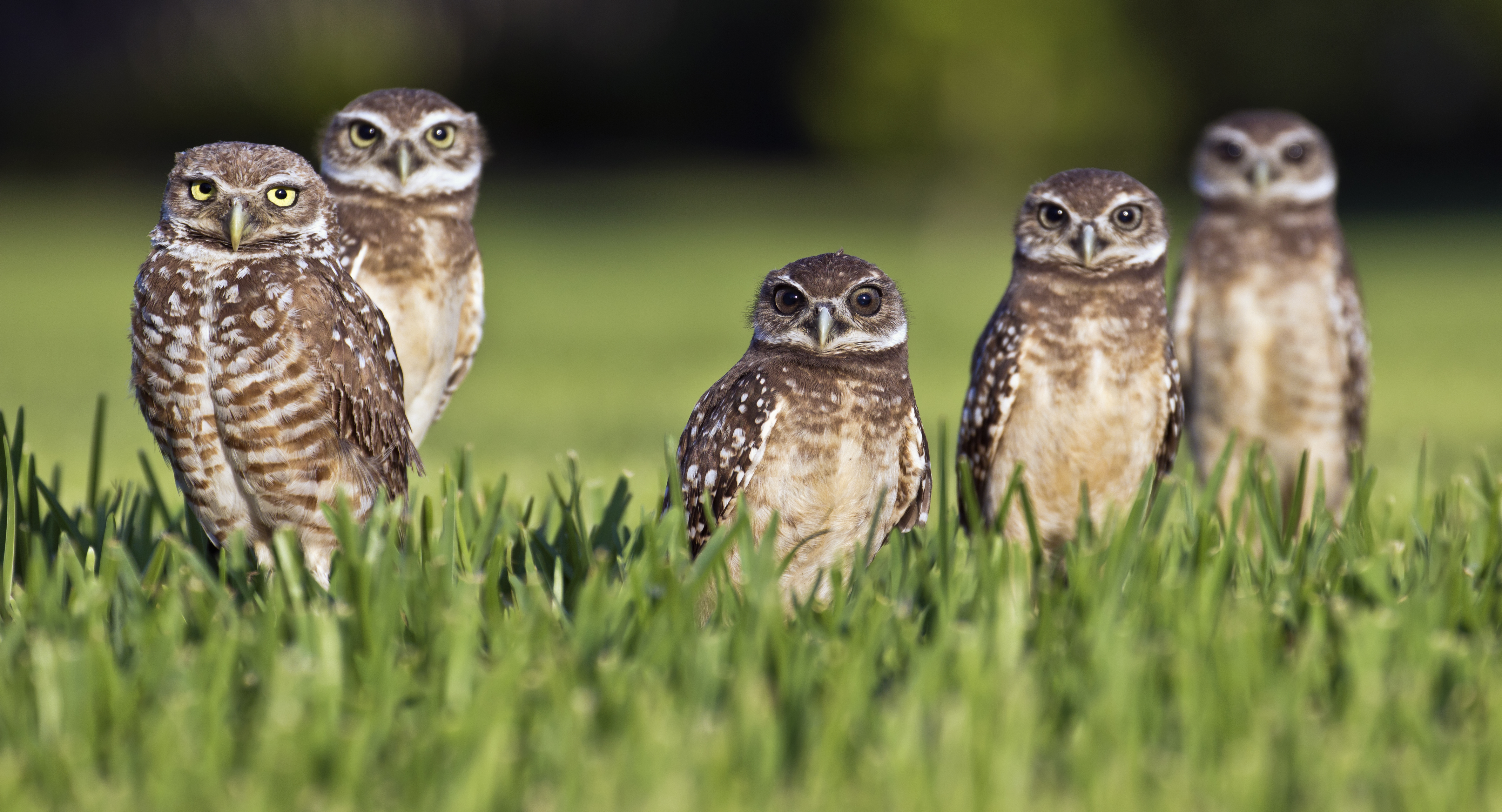